# Evaristo de Macedo
Evaristo de Macedo Filho (Rio de Janeiro, 22 giugno 1933) è un ex calciatore e allenatore di calcio brasiliano, di ruolo attaccante.

## Caratteristiche tecniche
Si distinse per le sue grandi capacità realizzative, per il coraggio e per la velocità. Molto forte fisicamente, era abile con entrambi i piedi e di testa.

## Carriera

### Giocatore

#### Club
Iniziò la sua carriera nel 1950 nel Madureira, nel 1953 passò al Flamengo dove restò per cinque stagioni.
Nel 1957 il segretario tecnico del Barcellona Josep Samitier lo portò in Catalogna, ritenendo di aver scoperto un giocatore straordinario. Evaristo giocò 226 partite con i blaugrana segnando 178 gol.
In cinque stagioni, facendo coppia in attacco con Eulogio Martínez, vinse due campionati, una Coppa di Spagna, due Coppe delle Fiere ed una Pequeña Copa del Mundo.
La sua media gol con i catalani fu di 0,8 gol a partita, per questo è considerato uno dei migliori calciatori stranieri della storia del Barcellona.
Il 23 novembre 1960 segnò il gol che eliminò il Real Madrid dalla Coppa dei Campioni per la prima volta nella sua storia.
Nel 1962 passò proprio al Real Madrid, diventando il quarto giocatore brasiliano a vestire la maglia della squadra della capitale spagnola.
Evaristo però arrivò a Madrid quando ormai aveva raggiunto la fase di declino della sua carriera e non poté giocare al massimo delle sue potenzialità.
Giocò 17 partite in campionato e due in Coppa dei Campioni e in totale segnò sei reti.
Nelle sue tre stagioni a Madrid vinse per tre volte la Liga: nel 1962-1963, nel 1963-1964 e nel 1964-1965.
Nel 1965 tornò al Flamengo, dove giocò fino al ritiro avvenuto nel 1967.

#### Nazionale
Nel 1952 partecipò alle Olimpiadi di Helsinki, in Finlandia. In questa competizione il Brasile, eliminando i Paesi Bassi ed il Lussemburgo, raggiunse i quarti di finale, dove fu eliminato dalla Germania Ovest.
Partecipò anche al Campeonato Sudamericano de Football 1957, arrivando al secondo posto.
Il 23 marzo 1957, a Lima, segnò 5 gol nella partita vinta per 9-0 contro la Colombia, stabilendo il record della Nazionale brasiliana di gol segnati in una sola partita da un solo giocatore.
In totale con la Nazionale brasiliana giocò 14 partite e segnò 8 gol.

### Allenatore
Nel 1970 iniziò ad allenare, la sua prima squadra fu il Bahia con cui vinse subito il Campionato Baiano. Successivamente allenò diverse squadre brasiliane, vincendo il campionato nel 1988 con il Bahia e la Coppa del Brasile 1997 alla guida del Grêmio.
Nel 1997 guidò la Nazionale brasiliana Under-20 ai Mondiali e arrivò al terzo posto.
Dal 1984 al 1985 allenò la Nazionale maggiore del Brasile.
Allenò anche la Nazionale irachena, con cui partecipò ai mondiali del 1986, e la Nazionale qatariota.
L'ultima squadra che allenò fu il Santa Cruz Futebol Clube, nel 2007.

## Palmarès

### Giocatore

#### Club

##### Competizioni statali
- Campionato Carioca: 4

Flamengo: 1953, 1954, 1955, 1965

##### Competizioni nazionali
- Campionato spagnolo: 5

Barcellona: 1958-1959, 1959-1960
Real Madrid: 1962-1963, 1963-1964, 1964-1965
- Coppa di Spagna: 1

Barcellona: 1958-1959

##### Competizioni internazionali
- Pequeña Copa del Mundo: 1

Barcellona: 1957
- Coppa delle Fiere: 2

Barcellona: 1955-1958, 1958-1960

#### Individuale
- Capocannoniere della Coppa delle Fiere: 1

1955-1958 (4 gol)

### Allenatore

#### Competizioni statali
- Campionato Baiano: 10

Bahia: 1970, 1971, 1973, 1988, 1991, 1998, 2001
Vìtoria: 1997, 2003, 2004
- Campionato Mineiro: 1

Cruzeiro: 1992
- Taça Guanabara: 1

Flamengo: 1995
- Campionato del Nordest: 3

Vìtoria: 1997, 2003
Bahia: 2001

#### Competizioni nazionali
- Campionato brasiliano: 1

Bahia: 1988
- Supercoppa del Brasile: 1

Grêmio: 1990
- Coppa del Brasile: 1

Grêmio: 1997